# Tomislav Knežević
Tomislav Knežević (Zagreb, 7. siječnja 1999.) hrvatski je nogometaš koji igra na poziciji veznog. Trenutačno igra za slovenski klub Rudar Velenje.

## Vanjske poveznice
- Profil, Hrvatski nogometni savez
- Profil, Transfermarkt